# Annemies Tamboer
Annemies Tamboer (* 1948 in Schijndel) ist eine niederländische Musikarchäologin.

## Leben und Wirken
Annemies Tamboer studierte Mittelalterliche Geschichte und Kulturpädagogik an der Universität Utrecht. Von 1993 bis 1995 entwarf sie für den archäologischen Themenpark Archeon in Alphen sämtliche historischen Musikinstrumente von der Frühzeit bis zum Mittelalter. 1998 verfasste sie den Ausstellungskatalog Ausgegrabene Klänge über historische Musikinstrumente aus allen Epochen des Drents Museums in Assen, die auch in Belgien, Deutschland und Polen gezeigt wurde.
Annemies Tamboer ist eine der wenigen wissenschaftlichen Spezialistinnen für frühe Musikarchäologie aus verschiedenen Gegenden Europas. Sie konzentrierte sich dabei besonders auf historische Schlaginstrumente  wie Trommeln, Tambourine und Triangel. In ihrer Werkstatt baute sie zahlreiche historische Musikinstrumente nach.

## Publikationen (Auswahl)
Annemies Tamboer veröffentlichte zahlreiche Texte über historische Musikinstrumente. Ihre wichtigste Publikation war der Ausstellungskatalog Ausgegrabene Klänge von 1999. Sie spielte auch für Tonaufnahmen auf historischen Instrumenten.

### Monografien
- De dodendans in de kunsten. Twaalf artikelen over de verbinding van dood en dans in beeldende kunst, literatuur, muziek, dans en drama. 1989
- De tamboerijn in de middeleeuwen, 1993
- Opgedolven klanken. Archeologische muziekinstrumenten van alle tijden. Overzicht van de vroegste muziekinstrumenten in Noord-West-Europa, van de vroege tot de late Middeleeuwen. Drents Museum in Assen, 1999
- Ausgegrabene Klänge. Archäologische Musikinstrumente aus allen Epochen. Archäologische Mitteilungen aus Nordwestdeutschland. Beiheft 25. 1999; für Staatliches Museum für Naturkunde und Vorgeschichte Oldenburg.

- Dźwięki z przeszłości. Archeologiczne instrumenty muzyczne na przestrzeni wieków. Wystawa prezentowana w Muzeum Instrumentów Muzycznych, maj-wrzesień 2000, für Musikinstrumentenmuseum Poznań

### Aufsätze
- Schlaginstrumente im Italien des 14. und 15. Jahrhunderts, in Basler Jahrbuch für historische Musikpraxis. 8, 1984. S. 213–228
- Muziekarcheologie als bron van een gedwende muziekcultuur:. In Louis Peter Grijpp (Red.): Een muziekgeschiedenis der Nederlanden [Eine Musikgeschichte der Niederlande]. 2001. S. 2–8.
- Ritual and Symbolic. Aspects of the Midwinter horn  in the Netherlands. Raquel Jiménez (et al.) (ed.): Music & ritual. Bridging material & living cultures. 2013. S. 345–358

### Musikaufnahmen
Annemies Tamboer wirkte auf verschiedenen Tonaufnahmen mit historischen Musikinstrumenten mit.
- Camerata Trajectina, Ensemble Oltremontano: De Vrede van Munster, 1998[2]
- Bone pipe. Lyre, 2001
- Crossing Borders. Musical Change & Exchange Through Time. Publications of the ICTM Study Group on Music Archaeology, Vol. 2, Cajsa Lund, 2020